# Эгино II (граф Баданахгау)

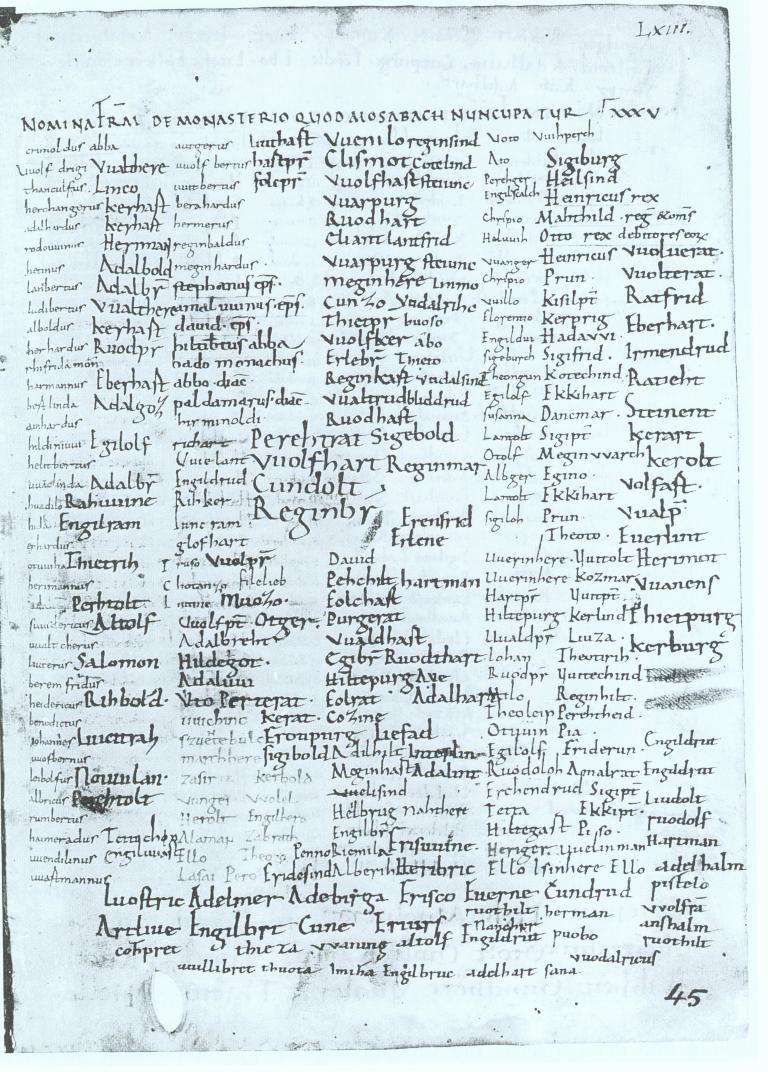
Лист «Книги побратимов» из Райхенауского аббатства с именем Эгино (Egino)

Эгино II (Эгино Младший; лат. Egino II; погиб 3 августа 908) — граф Баданахгау в 886—908 годах.

## Биография
О происхождении Эгино II в средневековых исторических источниках не упоминается. Предполагается, что он был сыном Эгино Старшего, в первой половине 880-х годов оспаривавшего у Поппо II из рода Поппонидов власть над Тюрингией. В отличие от этой персоны, Эгино II называют Эгино Младшим. Скорее всего его близким родственником был герцог Тюрингии Бурхард. Не исключено и существование у Эгино II родственных связей с Экбертинами и Конрадинами. На основании ономастических данных предполагается, что многие из персон IX века по имени Эгино были близкими родственниками. Сам род поэтому получил имя Эгинонов (нем. Eginonen). Его членов считают предками Эккехардинеров.
Достоверных сведений о ранних годах жизни Эгино II не сохранилось. Предполагается, что он тождественен тому Эгино, который совместно с Генрихом, сыном Генриха Франконского из рода Поппонидов, получил 13 марта 888 года от правителя Восточно-Франкского королевства Арнульфа Каринтийского паги Волькфельд и Иффгау. Если эти две персоны действительно идентичны, то уже вскоре после смерти Эгино Старшего в 886 году Эгино Младший стал союзником Поппонидов и многие годы поддерживал с ними дружеские отношения.
В современных ему документах Эгино II упоминается как граф Баданахгау (в Восточной Франконии), которое он унаследовал от Эгино Старшего. В начале 900-х годов во время Бабенбергской распри Эгино II был сторонником Адальберта из рода Поппонидов. Основной нарративный источник об этих событиях — «Хроника» Регино Прюмского. В 902 году вместе с Адальбертом Эгино II напал на Вюрцбург и изгнал епископа Рудольфа I из его епархии. Ими было захвачено многое из имущества их врагов Конрадинов, включая и церковную собственность. Только в 905 году при помощи архиепископа Майнца Гаттона I Рудольфу I удалось возвратиться в Вюрцбург. Однако после того как в 906 году Адальберт попал в опалу короля Людовика IV Дитяти и был объявлен преступником, Эгино II покинул своего союзника. С тех пор он упоминался в современных ему документах как персона, приближённая к герцогу Бурхарду Тюрингскому. В таком качестве об Эгино II сообщалось в документах 906 и 907 годов. Вероятно, именно поэтому он не был лишён ни владений, ни имущества после казни Адальберта 9 сентября 906 года.
Эгино II погиб 3 августа 908 года в сражении при Эйзенахе. В этой битве, в которой противниками восточных франков были венгры, пали и два других франкских военачальника: герцог Тюрингии Бурхард и епископ Вюрцбурга Рудольф I. Победа при Эйзенахе позволила венграм беспрепятственно разорить Тюрингию и Саксонию до Бремена.
Предполагается, что сестра или дочь Эгино II была женой Людольфа, сына герцога Саксонии Оттона I Сиятельного. Как близкий родственник Людольфингов некий Эгино (точно неизвестно, сам Эгино II или Эгино Старший) упоминался в «Книге побратимов» из монастыря Райхенау.